# Company
Company är en musikal med sångtexter och musik av Stephen Sondheim och libretto som bygger på 11 enaktare av George Furth.

## Historia
Med denna musikal inleddes samarbetet mellan Sondheim och regissören Harold Prince. Den hade premiär i New York 1970 i regi av Harold Prince och med koreografi av Michael Bennett.

## Handling
Musikalen utspelas i storstadsmiljö och temat är äktenskap. Ungkarlen Robert har 35-årskalas och hans gifta vänner visar upp en äktenskaplig idyll, men under ytan finns det gräl, skilsmässoplaner och alkoholproblem. Ändå är sensmoralen att det är bättre att vara gift än singel.

## Sånger
- The little things you do together
- Being alive
- Barcelona
- Getting married today
- You could drive a person crazy